# 박영필
박영필은 대한민국 공학자이다. 연세대학교 기계공학과를 졸어하고 미국 텍사스텍 기계공학 박사를 졸업하였다. 연세대학교 기계공학과 교수로 40여년간 재직하였으며, 교무처장을 역임하였다. 정보저장 메카트로닉스 연구단 단장으로 HDD 등 IT산업 저장장치 개발에 기여하였다.  2013년 연새대 최초로 퇴임후까지 강의와 연구를 할 수 있는 명예특임교수로 임명된 바 있다.

## 경력
2006~2008 제2대 신재생에너지학회 회장

## 수상
2014 동양인 최초로 미 기계학회(ASME)로부터 연구개발 리더십 어워드 수상

## 컬럼
2008 서비스로봇 산업에 대한 제언<

## 논문
김병희, 장대진, 박창일, 박영필, "척수마비 재활훈련용 이족보행 RGO 로보싀 Dynamic PLS 생체역학적 특성분석", 한국정밀공학회, 춘계학술대회논문집,2002

## 같이 보기
- 지능형 로봇
- 로봇산업
- 로봇인
- 로봇공학자